# Mariona Badenas
Mariona Badenas (Barcelona) es una astrofísica española. Llicenciada en Astrofísica por la Universidad Yale, y máster en Astrofísica, Cosmología y Física de Altas Energías de la Universidad Autónoma de Barcelona y el Instituto de Estudios Espaciales de Cataluña, ha sido la primera científica catalana en dirigir  una misión internacional de la Mars Society, en un desierto de los Estados Unidos de características similares al planeta rojo.
En 2021 hizo su doctorado en Ciencias Planetarias en el Instituto de Tecnología de Massachusetts, donde trabaja en el descubrimiento, la validación y la caracterización de exoplanetas. Es miembro de los grupos Space Generation Advisory Council y Women in Aerospace Europe. En 2018, fue comandante de la tripulación internacional LATAM-III en la estación análoga marciana Mars Desert Research Station, en el desierto americano de Utah, una pequeña base donde se simulaba cómo es la vida en Marte y donde ejerció de jefa de la misión. Es una de las científicas que a través del Proyecto Hypatia en abril de 2023 irán a un desierto de Utah para estudiar las condiciones de Marte desde un paisaje geológicamente similar.